# Karine Elharrar
Karine Elharrar-Hartstein (Kiryat Ono, 9 de octubre de 1977) es una abogada y política israelí, que se desempeñó como ministra de Infraestructuras Nacionales, Energía y Recursos Hídricos desde 2021 a 2022. Es miembro de la Knesset por Yesh Atid desde 2022, anteriormente también representó a dicho partido de 2013 a 2021.

## Biografía
Elharrar nació en Kiryat Ono de Moti y Colette Elharrar, que eran inmigrantes judíos marroquíes. Elharrar estudió derecho en la Facultad de Estudios Académicos de Gestión para obtener una licenciatura, antes de obtener un LLM de la Facultad de Derecho de Washington en la Universidad Americana. Entre 2008 y 2013 dirigió la clínica legal en la Universidad Bar-Ilan y se especializó en los derechos de los sobrevivientes del Holocausto, las personas con discapacidad y los jubilados.
Elharrar vive en Rishon LeZion, está casada y tiene dos hijos, tiene distrofia muscular y utiliza una silla de ruedas.

## Carrera política
Se unió al nuevo partido Yesh Atid en 2012 y ocupó el décimo lugar en la lista del partido para las elecciones de la Knesset de 2013. Ingresó a la Knesset cuando el partido ganó 19 escaños. Ocupó el octavo lugar en la lista del partido para las elecciones de 2015, y fue reelegida cuando el partido ganó 11 escaños. Fue reelegida en las elecciones de abril de 2019, septiembre de 2019 y 2020, durante las cuales Yesh Atid formó parte de la alianza Azul y Blanco.
Tras ser reelegida nuevamente en las elecciones de marzo de 2021, fue nombrada Ministra de Infraestructuras Nacionales, Energía y Recursos Hídricos en el nuevo gobierno. En junio renunció a la Knesset bajo la ley noruega y fue reemplazada por Inbar Bezek.
Durante la conferencia COP26 en Glasgow, Elharrar tuvo que regresar a su hotel en Edimburgo debido a que el evento no era accesible para sillas de ruedas. Recibió una disculpa del primer ministro británico, Boris Johnson, y la organización benéfica para discapacitados Scope calificó el incidente de "inexcusable"; sin embargo, Elharrar dijo que fue "una buena experiencia asegurarse de que la próxima conferencia de la ONU sea accesible".